# Glyptobairdia coronata
Glyptobairdia coronata is een mosselkreeftjessoort uit de familie van de Bairdiidae. De wetenschappelijke naam van de soort is voor het eerst geldig gepubliceerd in 1870 door Brady.